# The Ultimate Collection (álbum de Newsboys)
The Ultimate Collection é a quarta compilação da banda Newsboys, lançada a 7 de Abril de 2009.

## Faixas

### Disco 1
1. "Shine" - 3:41
2. "Breakfast" - 3:36
3. "Take Me To Your Leader" - 2:58
4. "You Are My King (Amazing Love)" - 4:29
5. "Million Pieces" - 4:13
6. "Joy" - 3:44
7. "Who?" - 3:32
8. "In Christ Alone" - 4:17
9. "Spirit Thing" - 3:25
10. "Woohoo" - 3:23

Notas
- Faixas 1 e 11: Going Public
- Faixas 2 e 3: Take Me to Your Leader
- Faixas 4 e 7: Thrive
- Faixa 5 e 10: Adoration: The Worship Album
- Faixa 6 e 12: Step Up to the Microphone
- Faixa 8 e 9: Shine: The Hits

### Disco 2
1. "Step Up To The Microphone" - 3:57
2. "In The Belly Of The Whale" - 2:57
3. "Wherever We Go" - 3:27
4. "Something Beautiful" - 3:52
5. "He Reigns" - 4:55
6. "Beautiful Sound" - 3:47
7. "Love Liberty Disco" - 3:43
8. "I Fought The La ..." - 3:06
9. "Stay Strong" - 4:07
10. "Blessed Be Your Name" - 4:34
11. "Devotion" - 3:58
12. "I'm Not Ashamed" - 4:25

Notas
- Faixa 1: Step Up to the Microphone
- Faixa 2: A Very Veggie Easter
- Faixas 3 e 4: Go
- Faixa 5: Adoration: The Worship Album
- Faixa 6 e 7: Love Liberty Disco
- Faixas 8 e 9: The Greatest Hits
- Faixas 10 e 11: Devotion
- Faixa 12: Not Ashamed